# Dîner Magny
Un dîner Magny est un repas qui réunissait à Paris, à partir de 1862, un cénacle de journalistes, d'écrivains, d'artistes et de scientifiques au restaurant Magny puis, après la guerre de 1870, au restaurant Le Brébant.

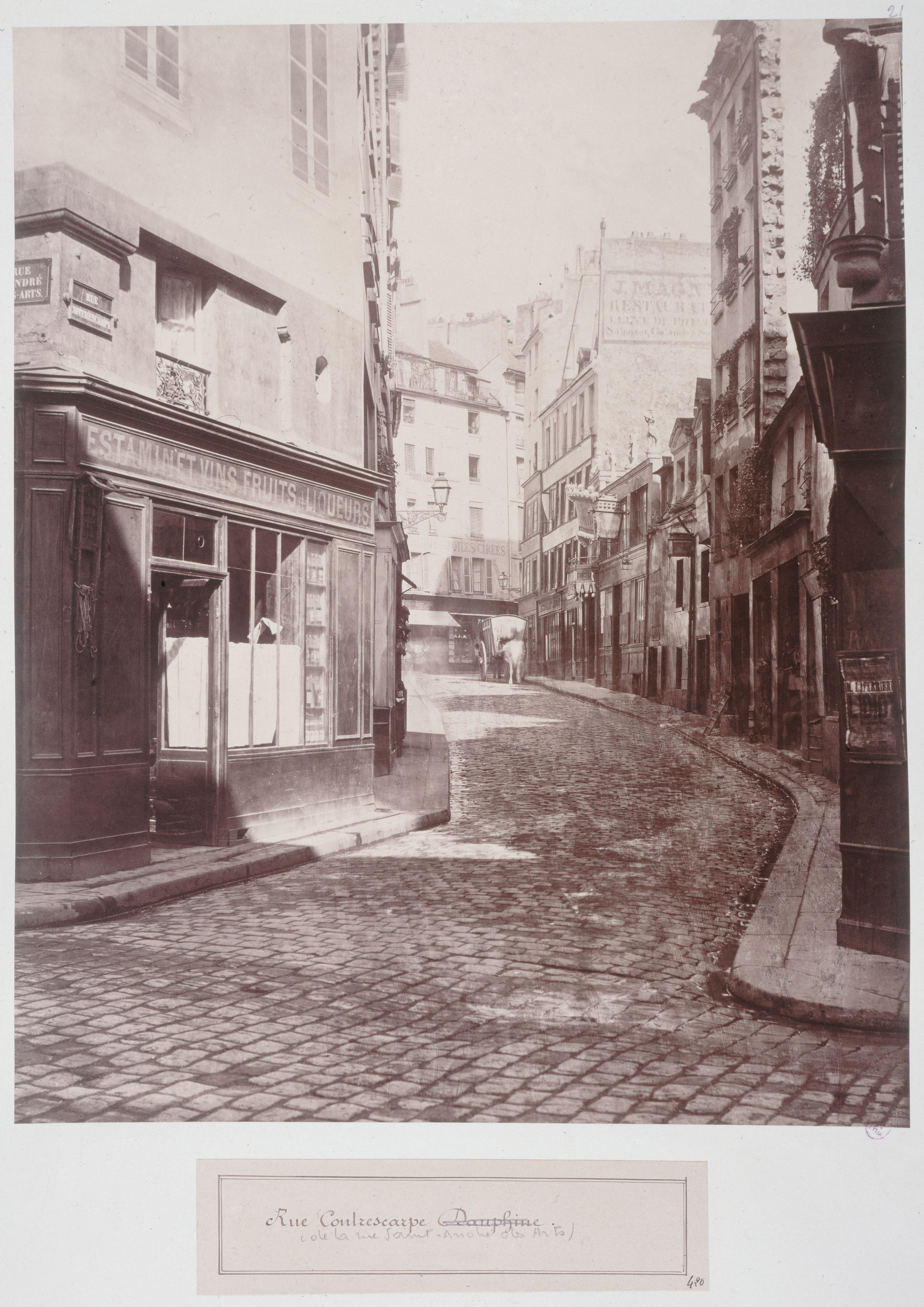
Le restaurant Magny au fond à droite de la rue de la Contrescarpe-Saint-André, vers 1865.

Le dîner se tenait deux fois par mois et seuls les hommes y étaient admis. L'unique exception fut George Sand, qui accepta de se joindre au groupe après une longue hésitation. Les principaux convives étaient Sainte-Beuve, Paul Gavarni, Théophile Gautier, Gustave Flaubert, Guy de Maupassant, les frères Goncourt, Ernest Renan, Marcellin Berthelot, Hippolyte Taine, Jules Claretie, Ivan Tourgueniev, Paul de Saint-Victor...

## Histoire
Le dîner Magny est fondé à la fin de l'année 1862 par Paul Gavarni dans un restaurant parisien, rue de la Contrescarpe-Dauphine (actuelle rue André-Mazet). Après la mort de Sainte-Beuve, ce dîner a lieu, non-plus chez Modeste Magny, mais chez son beau-frère, Paul Brébant,.

### Témoignages et documents
- Robert Baldick : Les dîners Magny - Denoël (1972)
- Jules et Edmond de Goncourt, Journal
- Auguste Lepage, Les Dîners artistiques et littéraires de Paris, Bibliothèque des Deux-Mondes, Frinzine, Klein et Cie, éditeurs, Paris,  1884

### Études récentes
- Joëlle Bonnin-Ponnier, "La vie littéraire chez les Goncourt", ish-lyon.cnrs.fr
- Anne Martin-Fugier, "Convivialité masculine au XIXe siècle : les dîners Bixio et Magny", cairn.info, mars 2007
- Anne Martin-Fugier, « Les cercles, clubs et salons », dans Vincent Duclert et Christophe Prochasson (dir.), Dictionnaire critique de la République, Flammarion, 2002, p. 475-480.